# Chris Marquette
Christopher George Rodríguez (Stuart, Florida, 3 de octubre de 1984), más conocido como Chris Marquette, es un actor de cine y televisión estadounidense.

## Biografía
Nació en Stuart (Florida), hijo de Patricia Helen y Jorge Luis Rodríguez, ingeniero nuclear. Tiene dos hermanos menores, los actores Eric Marquette y Sean Marquette. Ha apoyado organizaciones de caridad como Sunshine Kids Foundation, Elizabeth Glaser Pediatric AIDS Foundation y Children's AIDS Fund.

### Carrera
En 2004, actuó junto a Emile Hirsch, Elisha Cuthbert, Timothy Olyphant y James Remar en la comedia The Girl Next Door. El mismo año, se convirtió en un actor regular en la serie de CBS Joan de Arcadia, en la que también participaban Amber Tamblyn y Jason Ritter, con quien también actuó en la película de 2003 Freddy contra Jason.
Ha tenido papeles secundarios en películas como Sólo Amigos, Alpha Dog, The Invisible, 61* y Up, Up, and Away. Entre sus proyectos futuros están Fanboys, donde interpreta a Linus Poonwah, un fan obsesionado de Star Wars, y The Education of Charlie Banks, una película independiente dirigida por Fred Durst. Su proyecto más reciente es Infestation, una comedia de acción dirigida por Kyle Rankin, en la cual interpreta a un joven que tiene que luchar por su supervivencia contra insectos alienígenas gigantes que han invadido el mundo.
Marquette ha aparecido como actor regular o estrella invitada en varios programas de televisión tales como Strong Medicine, ER, Touched by an Angel, 7th Heaven, Miracles, Boston Public, Judging Amy y Huff.

## Filmografía
- Broken Horses (2015)
- Always Watching: A Marble Hornets Story (2015)
- Chu and Blossom (2014)
- Bad Country (2013)
- The Odd Way Home (2013)
- 10 Rules for Sleeping Around (2013)
- Kilimanjaro (2013)
- The Double (2011)
- El rito (2011)
- La montaña embrujada (2009)
- Life During Wartime (2009)
- Infestation (2009)
- Fanboys (2009)
- Graduation (2008)
- The Invisible (2007)
- The Education of Charlie Banks (2007)
- Remember the Daze (2007)
- Alpha Dog (2007)
- Joan de Arcadia (2005 - 2007)
- American Gun (2005)
- Sólo amigos (2005)
- The Girl Next Door (2004)
- Freddy vs. Jason (2003)
- Up, Up, and Away (2000)
- The Tic Code (1999)
- "IT (ESO)" (TV en 1990)